# Арон Гордон
Арон Адисон Гордон (енгл. Aaron Addison Gordon; Сан Хозе, Калифорнија, 16. септембар 1995) амерички је кошаркаш. Игра на позицијама крила и крилног центра, а тренутно наступа за Денвер нагетсе.
Током досадашње каријере пре свега је познат по невероватним закуцавањима. Његов брат Дру је такође кошаркаш и играо је једно време у Партизану.
Освојио је НБА титулу са Денвер нагетсима у сезони 2022/23 и био један од најзаслужнијих за победу у финалној серији против Мајами хита.

## Каријера
Средњу школу је похађао у родном Сан Хозеу, у којој је и играо у кошаркашком тиму. Сваке године играо је све боље да би у завршној сезони просечно постизао 21,6 поена уз 15,7 скокова и 3,3 блокаде по утакмици. Својим одличним партијама заслужио је велику пажњу многих универзитета који су желели да га доведу у своје редове. Поред одличних игара у рекету пре свега је био препознатљив по феноменалним закуцавањима. Ипак, и тада су многи сматрали да за врхунску кошарку мора да игра на позицији крила а не крилног центра, због чега је морао пре свега да ради на шуту. Од свих универзитета најконкретнија је била Аризона у којој је играо само једну сезону и просечно постизао 12,4 поена и имао 9 скокова по мечу. Након само једне године одлучује се за драфт на којем му је предвиђана добра позиција.

### НБА
На НБА драфту 2014. године изабран је са четврте позиције у првој рунди драфта, од стране Орланда меџика. Убрзо након драфта потписује свој први професионални уговор са Орландом. У својој првој сезони у НБА лиги бележио просечно 5,2 поена и имао 3,6 скокова по мечу.

### Репрезентација
Био је члан јуниорске репрезентације САД која је наступала на Светском првенству 2013. године у Прагу. Просечно је постизао 16,2 поена и имао 6,2 скокова по мечу. Поред тога што је освојио злато победом над репрезентацијом Србије, Арон је изабран за најбољег играча првенства.

### НБА статистика

#### Регуларна сезона
| Сезона   | Екипа          | ОУ  | СУ  | МПУ  | ПШ%  | 3П%  | СБ%  | СПУ | АПУ | УПУ | БПУ | ППУ  |
| -------- | -------------- | --- | --- | ---- | ---- | ---- | ---- | --- | --- | --- | --- | ---- |
| 2014/15. | Орландо        | 47  | 8   | 17.0 | .447 | .271 | .721 | 3.6 | .7  | .4  | .5  | 5.2  |
| 2015/16. | Орландо меџик  | 78  | 37  | 23.9 | .473 | .296 | .668 | 6.5 | 1.6 | .8  | .7  | 9.2  |
| 2016/17  | Орландо меџик  | 80  | 72  | 28.7 | .454 | .288 | .719 | 5.1 | 1.9 | .8  | .5  | 12.7 |
| 2017/18  | Орландо меџик  | 58  | 57  | 32.9 | .434 | .336 | .698 | 7.9 | 2.3 | 1.0 | .8  | 17.6 |
| 2018/19  | Орландо меџик  | 78  | 78  | 33.8 | .449 | .349 | .731 | 7.4 | 3.7 | .7  | .7  | 16.0 |
| 2019/20  | Орландо меџик  | 62  | 62  | 32.5 | .437 | .308 | .674 | 7.7 | 3.7 | .8  | .6  | 14.4 |
| 2020/21  | Орландо меџик  | 25  | 25  | 29.4 | .437 | .375 | .629 | 6.6 | 4.2 | .6  | .8  | 14.6 |
| 2020/21  | Денвер         | 25  | 25  | 25.9 | .500 | .266 | .705 | 4.7 | 2.2 | .7  | .6  | 10.2 |
| 2021/22  | Денвер нагетси | 75  | 75  | 31.7 | .520 | .335 | .743 | 5.9 | 2.5 | .6  | .6  | 15.0 |
| 2022/23  | Денвер нагетси | 67  | 67  | 30.3 | .563 | .345 | .608 | 6.6 | 3.0 | .8  | .8  | 16.3 |
| Укупно   | Укупно         | 596 | 507 | 29.1 | .472 | .325 | .687 | 6.3 | 2.5 | .7  | .6  | 13.4 |

#### Плеј−оф
| Сезона | Екипа          | ОУ | СУ | МПУ  | ПШ%  | 3П%  | СБ%  | СПУ | АПУ | УПУ | БПУ | ППУ  |
| ------ | -------------- | -- | -- | ---- | ---- | ---- | ---- | --- | --- | --- | --- | ---- |
| 2019.  | Орландо меџик  | 5  | 5  | 32.8 | .468 | .400 | .526 | 7.2 | 3.6 | 1.2 | .2  | 15.2 |
| 2021.  | Денвер нагетси | 10 | 10 | 29.9 | .434 | .391 | .640 | 5.4 | 2.0 | .5  | .3  | 11.1 |
| 2022.  | Денвер нагетси | 5  | 5  | 32.0 | .426 | .200 | .714 | 7.2 | 2.6 | .4  | 1.2 | 13.8 |
| 2023.  | Денвер нагетси | 20 | 20 | 35.6 | .518 | .391 | .652 | 6.0 | 2.6 | .6  | .7  | 13.3 |
| Укупно | Укупно         | 40 | 40 | 33.4 | .478 | .365 | .645 | 6.2 | 2.6 | .6  | .6  | 13.0 |

### Колеџ
| Сезона  | Екипа   | ОУ | СУ | МПУ  | ПШ%  | 3П%  | СБ%  | СПУ | АПУ | УПУ | БПУ | ППУ  |
| ------- | ------- | -- | -- | ---- | ---- | ---- | ---- | --- | --- | --- | --- | ---- |
| 2013/14 | Аризона | 38 | 38 | 31.2 | .495 | .356 | .422 | 8.0 | 2.0 | .9  | 1.0 | 12.4 |

## Остало
Његов старији брат Дру Гордон такође је познати кошаркаш који је наступао и за Партизан. Такође и његова сестра Елиза је једно време играла кошарку.